# Evelyn Mayr
Evelyn Mayr (ur. 12 maja 1989 w Lajatico) – włoska tenisistka.
Zdobyła złoty medal podczas Igrzysk Śródziemnomorskich 2009 w grze pojedynczej. W przeciągu swojej kariery wygrała siedem singlowych i siedem deblowych turniejów rangi ITF. Najwyżej w rankingu WTA Tour była sklasyfikowana na 301. miejscu w singlu (19 lipca 2010) oraz na 247. miejscu w deblu (20 września 2010). Jej młodsza siostra Julia też jest tenisistką.

## Wygrane turnieje rangi ITF
| turnieje z pulą nagród 100 000 $ |
| turnieje z pulą nagród 75 000 $  |
| turnieje z pulą nagród 50 000 $  |
| turnieje z pulą nagród 25 000 $  |
| turnieje z pulą nagród 15 000 $  |
| turnieje z pulą nagród 10 000 $  |

### Gra pojedyncza
|    | Data       | Turniej   | Naw.           | Przeciwniczka       | Wynik         |
| 1. | 16/02/2008 | Arezzo    | Ceglana (hala) | Anastasia Grymalska | 6:4, 6:3      |
| 2. | 17/08/2008 | Versmold  | Ceglana        | Romana Tedjakusuma  | 5:7, 6:4, 6:3 |
| 3. | 14/09/2008 | Innsbruck | Ceglana        | Iryna Buriaczok     | 6:1, 2:6, 6:1 |
| 4. | 12/04/2009 | Szybenik  | Ceglana        | Annalisa Bona       | 7:5, 7:6(3)   |
| 5. | 21/02/2010 | Albufeira | Twarda         | Elica Kostowa       | 6:4, 6:4      |
| 6. | 07/03/2010 | Antalya   | Ceglana        | Julia Mayr          | 6:4, 6:2      |
| 7. | 11/04/2011 | Bol       | Ceglana        | Anna-Lena Friedsam  | 7:6(3), 6:2   |

### Gra podwójna
|    | Data       | Turniej      | Naw.    | Partnerka  | Przeciwniczki                                   | Wynik          |
| 1. | 29/08/2009 | Portschach   | Ceglana | Julia Mayr | Martina Caciotti Tina Obrež                     | 6:2, 4:6, 10–6 |
| 2. | 13/02/2010 | Vale do Lobo | Twarda  | Julia Mayr | Ana Martinović Lisa Sabino                      | 6:2, 6:1       |
| 3. | 23/08/2010 | Portschach   | Ceglana | Julia Mayr | Dalila Jakupović Vivienne Vierin                | 6:4, 6:1       |
| 4. | 07/03/2011 | Madryt       | Ceglana | Julia Mayr | Lucia Cervera-Vazquez Benedetta Davato          | 6:2, 6:2       |
| 5. | 19/09/2011 | Madryt       | Twarda  | Julia Mayr | Rocio De La Torre-Sanchez Georgina Garcia Perez | 6:1, 6:4       |
| 6. | 27/03/2011 | Antalya      | Ceglana | Julia Mayr | Anouk Tigu Bernice Van De Velde                 | 7:6(5), 6:0    |
| 7. | 19/03/2012 | Antalya      | Ceglana | Julia Mayr | Claudia Giovine Teodora Mirčić                  | 6:2, 6:3       |